# Santiago Menese

Santiago Menese Camargo (Montevideo, Uruguay, 17 de febrero de 1988) destacado deportista uruguayo de la especialidad de remo que fue medalla de plata en los juegos suramericanos en Medellín 2010. Íntegrante de la selección de Uruguay. El 28 de marzo de 2011 recibe el premio al mejor deportista en remo la dupla de Santiago Menese y Jhonatan Esquivel del año 2009 recibiendo también en la ceremonia una distinción por la medalla obtenida en Medellín 2010

## Juegos Suramericanos
Fue reconocido su triunfo de ser el tercer deportista con el mayor número de medallas de la selección de  Uruguay en los juegos de Medellín 2010 con dos medallas de plata. Previamente a estos juegos el deportista concentró con la selección en carmelo y luego un mes antes para hacer altura en Distrito Federal (México) ya que Medellín es un punto algo y los deportistas tenían que tener un entrenamiento en altura.

### Juegos Suramericanos de Medellín 2010
Su desempeño en la novena edición de los juegos, se identificó por obtener un total de 2 medallas:
- , Medalla de plata: Doble Hombres
- , Medalla de plata: Remo Cuádruple Hombres

## Campeonatos del mundo
Participación en el campeonato del mundo de remo junior Junior World Rowing Championships disputado en Breda ciudad Ámsterdam de Holanda en el año 2006 representando a la selección de Uruguay obteniendo el puesto número 14 en el Cuádruple junior.
Representó a la selección Uruguaya en el Doble Scull en el campeonato del mundo sub23 de Brest (Bielorrusia) consiguiendo la posición 6.º en Final C.

## Campeonatos Sudamericanos
Santiago Menese a lo largo de su carrera deportiva logró conseguir 4 presas en sudamericanos entre ellas bronce en San Pablo 2005 oro en Paraguay 2006 plata en Chile 2008 y plata en Argentina 2009.
Tras salir campeón sudamericano en el 2006 lo clasificó al mundial junior de remo en Ámsterdam lo cual tuvo una muy buena participación e hizo valer la “casaca” celeste.
Posteriormente a la plata en Argentina 2009 lo consigue clasificar a los juegos sudamericanos de Medellín en el cual ganó dos medallas de plata también clasificándolo a la copa del mundo de remo en Suiza y al mundial de remo sub-23 en Bielorrusia.
El 28 de noviembre en la ciudad de Concepción Chile consiguió la medalla de Plata en el 2X U23 en primer pueso Brasil.
- , Medalla de bronce: San Pablo 2005
- , Medalla de oro: Asunción 2006
- , Medalla de plata: Valparaíso 2008
- , Medalla de plata: Buenos Aires 2009
- , Medalla de plata: Concepción 2010

## Actualidad
Actualmente el atleta se encuentra entrenando para los XVI Juegos deportivos Panamericanos a disputarse en Guadalajara 2011 en el Doble junto a Jhonatan Esquivel.

## Coincidencias
Existe un productor-en-potencia llamado Santiago Meneses que pronto hará que este nombre cobre mucha fuerza y dinámica en el mundo del cine.